# Galina Čistjakova
Galina Valentinovna Čistjakova (rusko Галина Валентиновна Чистякова), rusko/ukrajinsko-slovaška atletinja, * 26. julij 1962, Izmail, Sovjetska zveza.
Nastopila je na poletnih olimpijskih igrah v letih 1988 in 1996, leta 1988 je osvojila bronasto medaljo v skoku v daljino. Na svetovnih dvoranskih prvenstvih je osvojila naslov prvakinje leta 1989, na evropskih prvenstvih srebrno medaljo leta 1986, na evropskih dvoranskih prvenstvih pa tri zlate in dve srebrni medalji v skoku v daljino ter eno zlato medaljo v troskoku. 11. junija 1988 je najprej izenačila svetovni rekord v skoku v daljino pri 7,45 m, nato pa ga popravila na 7,52 m, ki je še vedno aktualni svetovni rekord.